# Кубок Польщі з футболу 1963—1964
Кубок Польщі з футболу 1963–1964 — 10-й розіграш кубкового футбольного турніру в Польщі. Титул втретє здобула Легія (Варшава).

## Календар
| Раунд        | Матчі | Клуби   |
| ------------ | ----- | ------- |
| Перший раунд | 36    | 86 → 50 |
| Другий раунд | 18    | 50 → 32 |
| 1/16 фіналу  | 16    | 32 → 16 |
| 1/8 фіналу   | 8     | 16 → 8  |
| 1/4 фіналу   | 4     | 8 → 4   |
| 1/2 фіналу   | 2     | 4 → 2   |
| Фінал        | 1     | 2 → 1   |

## Перший раунд
| Команда 1                   | Рахунок | Команда 2                     |
| --------------------------- | ------- | ----------------------------- |
| Завіша-2 (Бидгощ)           | 0:1     | Лех (Познань)                 |
| Валька (Макошови)           | 4:1     | Гурник (Валбжих)              |
| Бобрек Карб (Битом)         | 1:2 дч  | Колеяж (Прокоцім)             |
| Унія (Берунь Стари)         | 3:2 дч  | Вікторія (Явожно)             |
| Ураня (Руда-Шльонська)      | 2:0     | Белявянка (Белява)            |
| Полонія (Ґлубчице)          | 2:0     | Шльонськ (Вроцлав)            |
| Полонія (Гданськ)           | 1:0     | Полонія (Бидгощ)              |
| Гурник (Явожно)             | 2:3     | Гурник (Червйонка)            |
| Унія (Тарнув)               | 3:2 дч  | Карпати (Кросно)              |
| ЯКС 1909 (Ярослав)          | 1:2 дч  | Вавель (Краків)               |
| Карконоше (Єленя-Ґура)      | 3:1 дч  | Ракув (Ченстохова)            |
| Стар (Стараховіце)          | 6:1     | Полонія (Сосновець)           |
| Сокул (Пижице)              | 0:4     | Варта (Ґожув-Велькопольський) |
| Равя (Равіч)                | 4:5     | Варта (Серадз)                |
| Спарта (Ґрифіце)            | 4:2     | Лехія (Гданськ)               |
| Тенча (Кросно-Оджанське)    | 2:1     | Калісія (Каліш)               |
| Чарні (Жагань)              | 1:4     | Завіша (Бидгощ)               |
| Пломень (Кошалін)           | 2:4     | Арка (Гдиня)                  |
| Сокул (Оструда)             | 0:1     | Мазур (Елк)                   |
| РКС Урсус                   | 2:1     | Влукняж (Лодзь)               |
| Мазур (Карчев)              | 7:0     | Люблінянка-2 (Люблін)         |
| Дельта (Варшава)            | 3:4 дч  | Поможанін (Торунь)            |
| Пуща (Гайнівка)             | 1:5     | Люблінянка (Люблін)           |
| Погонь (Тчев)               | 1:2     | Вармя (Ольштин)               |
| Орлента (Демблін)           | 0:1 дч  | Сталь (Мелець)                |
| Мотор (Люблін)              | 5:0     | Віслока (Дембиця)             |
| Страдом (Ченстохова)        | 0:4     | Кабель (Краків)               |
| Варта (Заверце)             | 1:0     | Гарбарня (Краків)             |
| МКС (Ключборк)              | 1:7     | Визволене (Хожув)             |
| Рух (Радзьонкув)            | 1:3     | Отмент (Крапковіце)           |
| РКС (Радомсько)             | 0:1     | ГКС (Катовиці)                |
| Гриф (Мелець)               | 1:3     | Радомяк (Радом)               |
| Парафаґ (Вроцлав)           | 1:3     | П'яст (Гливиці)               |
| Одра (Водзіслав-Шльонський) | 2:4     | Краковія (Краків)             |
| Сокул (Піла)                | 2:1     | Дажбур (Щецінек)              |
| Гриф (Торунь)               | 1:1     | Старт (Лодзь)                 |

Перегравання
| Команда 1     | Рахунок | Команда 2     |
| ------------- | ------- | ------------- |
| Гриф (Торунь) | 0:5     | Старт (Лодзь) |

## Другий раунд
| Команда 1                     | Рахунок | Команда 2              |
| ----------------------------- | ------- | ---------------------- |
| Ураня (Руда-Шльонська)        | 1:0     | Краковія (Краків)      |
| Мотор (Люблін)                | 2:0     | Вавель (Краків)        |
| Колеяж (Прокоцім)             | 1:2     | Сталь (Мелець)         |
| Кабель (Краків)               | 4:2     | Унія (Тарнув)          |
| Гурник (Червйонка)            | 4:1     | П'яст (Гливиці)        |
| Радомяк (Радом)               | 0:4     | ГКС (Катовиці)         |
| Варта (Ґожув-Велькопольський) | 1:3     | Лех (Познань)          |
| Тенча (Кросно-Оджанське)      | 0:3     | Завіша (Бидгощ)        |
| Мазур (Елк)                   | 0:1 дч  | Арка (Гдиня)           |
| Варта (Заверце)               | 4:3     | Стар (Стараховіце)     |
| Унія (Берунь Стари)           | 0:2     | Визволене (Хожув)      |
| Варта (Серадз)                | 4:5     | Полонія (Гданськ)      |
| Спарта (Ґрифіце)              | 2:3     | Сокул (Піла)           |
| РКС Урсус                     | 0:4     | Полонія (Ґлубчице)     |
| Мазур (Карчев)                | 4:0     | Карконоше (Єленя-Ґура) |
| Вармя (Ольштин)               | 3:2     | Люблінянка (Люблін)    |
| Валька (Макошови)             | 1:1     | Отмент (Крапковіце)    |
| Поможанін (Торунь)            | 1:1     | Старт (Лодзь)          |

Перегравання
| Команда 1          | Рахунок | Команда 2           |
| ------------------ | ------- | ------------------- |
| Валька (Макошови)  | 1:3     | Отмент (Крапковіце) |
| Поможанін (Торунь) | 0:1     | Старт (Лодзь)       |

## 1/16 фіналу
| Команда 1              | Рахунок | Команда 2            |
| ---------------------- | ------- | -------------------- |
| Старт (Лодзь)          | 0:4     | Шомберки (Битом)     |
| Мотор (Люблін)         | 1:3     | Полонія (Битом)      |
| Кабель (Краків)        | 1:3     | Вісла (Краків)       |
| Отмент (Крапковіце)    | 0:8     | Одра (Ополе)         |
| ГКС (Катовиці)         | 2:0     | Гурник (Забже)       |
| Арка (Гдиня)           | 0:0     | ЛКС (Лодзь)          |
| Мазур (Карчев)         | 1:0     | Рух (Хожув)          |
| Вармя (Ольштин)        | 2:1     | Арконія (Щецин)      |
| Сталь (Мелець)         | 2:1     | Унія (Ратибор)       |
| Визволене (Хожув)      | 4:2     | Сталь (Ряшів)        |
| Ураня (Руда-Шльонська) | 2:1     | Гурник (Червйонка)   |
| Варта (Заверце)        | 0:2     | Гвардія (Варшава)    |
| Полонія (Гданськ)      | 1:4     | Лех (Познань)        |
| Завіша (Бидгощ)        | 1:3     | Погонь (Щецин)       |
| Сокул (Піла)           | 1:5     | Заглембє (Сосновець) |
| Полонія (Ґлубчице)     | 1:11    | Легія (Варшава)      |

Перегравання
| Команда 1    | Рахунок | Команда 2   |
| ------------ | ------- | ----------- |
| Арка (Гдиня) | 2:4     | ЛКС (Лодзь) |

## 1/8 фіналу
| Команда 1              | Рахунок | Команда 2            |
| ---------------------- | ------- | -------------------- |
| Вармя (Ольштин)        | 0:4     | Шомберки (Битом)     |
| Сталь (Мелець)         | 0:1 дч  | Полонія (Битом)      |
| Визволене (Хожув)      | 3:1     | Одра (Ополе)         |
| Ураня (Руда-Шльонська) | 2:3     | ГКС (Катовиці)       |
| Вісла (Краків)         | 3:0     | Гвардія (Варшава)    |
| ЛКС (Лодзь)            | 1:3     | Погонь (Щецин)       |
| Лех (Познань)          | 0:2     | Заглембє (Сосновець) |
| Мазур (Карчев)         | 0:5     | Легія (Варшава)      |

## 1/4 фіналу
| Команда 1            | Рахунок | Команда 2        |
| -------------------- | ------- | ---------------- |
| Легія (Варшава)      | 2:0     | Шомберки (Битом) |
| Визволене (Хожув)    | 0:6     | ГКС (Катовиці)   |
| Полонія (Битом)      | 2:1     | Вісла (Краків)   |
| Заглембє (Сосновець) | 1:1 дч* | Погонь (Щецин)   |

* - переможець був визначений за допомогою жеребування.

## 1/2 фіналу
| Команда 1       | Рахунок | Команда 2       |
| --------------- | ------- | --------------- |
| Легія (Варшава) | 1:0     | Погонь (Щецин)  |
| ГКС (Катовиці)  | 2:5 дч  | Полонія (Битом) |

## Фінал
| 1 травня 1964 |

| Легія (Варшава)    | 2:1 дч   | Полонія (Битом) |
| ------------------ | -------- | --------------- |
| Апостель 38', 118' | Протокол | Банась 88'      |

| Стадіон «Десятиліття», Варшава Глядачів: 25 000 Арбітр: Антоні Ґорончняк |